# Zeit in Aserbaidschan
|                        |                                                                     |
| Europäische Zeitzonen: |                                                                     |
| violett                | Azoren (UTC−1) Azoren, Sommerzeit (UTC±0)                           |
| lilablau               | Westeuropäische Zeit (UTC±0)                                        |
| blau                   | Westeuropäische Zeit (UTC±0) Westeuropäische Sommerzeit (UTC+1)     |
| rot                    | Mitteleuropäische Zeit (UTC+1) Mitteleuropäische Sommerzeit (UTC+2) |
| gelb                   | Kaliningrader Zeit (UTC+2)                                          |
| ocker                  | Osteuropäische Zeit (UTC+2) Osteuropäische Sommerzeit (UTC+3)       |
| hellgrün               | Moskauer Zeit / Türkei-Zeit (UTC+3)                                 |
| hellcyan               | Armenische Zeit / Aserbaidschanische Zeit / Georgische Zeit (UTC+4) |

Zeit in Aserbaidschan (AZT) bezieht sich auf die Zeitzone, die in Aserbaidschan benutzt und ohne Sommerzeit angewendet wird. Sie liegt in der UTC+4 Zonenzeit und befindet sich vier Stunden hinter der koordinierten Weltzeit (UTC). Es ist seit der Unabhängigkeit Aserbaidschans im Jahr 1991, die Gesetzliche Zeit des Landes. Die aserbaidschanische Standardzeit wird mit "AZT" abgekürzt.
Als Aserbaidschan Teil der Sowjetunion war (als Aserbaidschanische Sozialistische Sowjetrepublik), wurde 1930 die Dekretzeit eingeführt. Die Dekretzeit ist die um eine Stunde vorgestellte Uhrzeit der jeweiligen Zeitzone, d. h., es wird derselbe Effekt wie mit der Sommerzeit erreicht. Die Dekretzeit ist in Aserbaidschan sowie in den Nachbarländern Georgien und Armenien, die dieselbe Zeitzone teilen, in Kraft geblieben.
Ab 1981 wurde – jetzt von der Dekretzeit ausgehend – die Sommerzeit eingeführt, wodurch der Sonnenzenit im Sommer noch weiter in den Nachmittag hinein verschoben wurde.
Die Sommerzeit wurde nach der Unabhängigkeit Aserbaidschans bis 2016 fortgesetzt. Am 17. März 2016 beschloss das Regierungskabinett von Aserbaidschan die Abschaffung der Sommerzeit zehn Tage vor ihrem geplanten Beginn.